# アマリ・トラオレ
アマリ・トラオレ（Hamari Traoré、1992年1月27日 - ）は、マリのサッカー選手。ポジションはDF。レアル・ソシエダ所属。ハマリ・トラオレとも表記される。マリ代表。

## 経歴
2013年にリールセSKに入団。2013年10月30日のスポルティング・ロケレン戦でジュピラー・プロ・リーグデビュー。
2017年夏にスタッド・レンヌに移籍した。2018年1月30日のクープ・ドゥ・ラ・リーグ準決勝パリ・サンジェルマン戦で後半アディショナルタイムにピッチに倒れ込んだ。その際、相手FWネイマールが手を差し伸べるしぐさを見せるも、トラオレがつかまろうとした瞬間にひっこめたことで、ネイマールはスポーツマンシップに反すると批判された。
2023年6月9日、プリメーラ・ディビシオンのレアル・ソシエダにフリーで加入し、3年契約を結んだ。

### 代表歴
2015年、ブルキナファソ代表との親善試合でA代表デビュー。2018年3月20日、日本代表戦のメンバーに選出された。